# Кинотеатры Севастополя
Кинотеатры Севастополя: в данном информационном списке приведены адреса, количество залов и посадочных мест в них, сайты кинотеатров Севастополя.

## Действующие
| Название    | Фото | Год открытия     | Залы                          | Адрес                                                                      | Сайт                                                                     |
| ----------- | ---- | ---------------- | ----------------------------- | -------------------------------------------------------------------------- | ------------------------------------------------------------------------ |
| Апельсин    |      | -                | 2 (н/д)                       | Гагаринский район, проспект Героев Сталинграда, 27 (в здании ТРЦ Апельсин) | http://www.apelsincentre.com.ua/uslugi/kinoteatr/                        |
| Мир кино    |      | -                | 5 (н/д)                       | Гагаринский район, ул. Адмирала Фадеева, 48, ТЦ Меркурий                   | https://vk.com/mirkino_sevas                                             |
| Москва      |      | 1982             | 2 (230,54)                    | Ленинский район, Проспект Генерала Острякова, 70                           | https://vk.com/moskvasev                                                 |
| Моряк       |      | 1959             | 1 (200)                       | Нахимовский район, улица Леваневского, 27                                  | https://vk.com/morsev                                                    |
| Муссон      |      | -                | 7 (325,104,104,104, 95,78,78) | Гагаринский район, улица Вакуленчука, 29 (в здании ТРЦ Муссон)             | https://web.archive.org/web/20190416191321/http://musson.su/index/cinema |
| Октябрь     |      | -                | 1 (100)                       | Инкерман, Чернореченская улица, 70                                         | https://vk.com/oktyabr_sevastopol                                        |
| Победа      |      | 1949             | 2 (120,98)                    | Ленинский район, ул. Большая Морская, 13                                   | https://vk.com/pobedasev                                                 |
| Россия      |      | 1975             | 3 (430, 35, 12)               | Гагаринский район, площадь 50-летия СССР                                   | https://vk.com/uarussiacinema                                            |
| Севастополь |      | 1959, 2018 (п/р) | 2 (150, 49)                   | Нахимовский район, ул. Героев Севастополя, 54                              | https://vk.com/sev_sevastopol                                            |
| Фильмотека  |      | 2021             | 6 (н/д)                       | Ленинский район, пр. Генерала Острякова, 260 (в здании ТЦ Sea Mall)        |                                                                          |

## Закрытые
| Название | Фото | Год открытия     | Адрес                                                           | Комментарий |
| -------- | ---- | ---------------- | --------------------------------------------------------------- | --- |
| Иллюзион |      | 1908             | Корниловская площадь (ныне сквер около Дворца детства и юности) | Первый кинотеатр, построенный в Севастополе. |
| Родина   |      | 1910-1914        | Балаклава, Набережная Назукина, 23                              | Старейший кинотеатр Крыма, построен в 1910 году. Старое название кинотеатра — «Монпепос». Планируется реставрация кинотеатра.                                                                                |
| Дружба   |      | 1911, 1958 (п/р) | Ленинский район, улица Шмидта, 1                                | Католический храм Костел священномученика Климента Римского в 1958 году был перестроен под кинотеатр «Дружба». В мае 2018 года было принято решение о возвращении недействующего здания католической общине. |
| Украина  |      | 1953             | Ленинский район, улица Ленина, 35                               | В настоящее время — выставочный зал Севастопольского военно-исторического музея-заповедника |